# Eduardo Torner
Eduardo Martínez Torner (Oviedo, Astúries, 1888 - Londres, Anglaterra, 1955) fou un musicòleg, compositor i concertista asturià.

## Biografia
Començà els estudis musicals en la seva ciutat natal i el 1916 es traslladà a Madrid, en el qual Conservatori els completà. El 1912 ingressà en la Schola Cantorum de París, on d'Indy l'inicià en el folklore musical. El 1914 retornà a Astúries i la Diputació provincial d'Oviedo li concedí diverses subvencions a fi de recollir el folklore musical de la mateixa regió.
El 1915 prengué part en les feines de l'Extensió Universitària d'Oviedo, pronunciant diverses conferències sobre la personalitat lírica regional i impulsant en Astúries les aficions artístiques en general. Va ser el primer musicòleg a integrar-se en un organisme d'investigació científica de dimensió nacional a Espanya i internacional a Europa. La Junta d'Ampliació d'Estudis de Madrid li va concedir diverses pensions per a recollir i estudiar el Romancero tradicional en diverses regions espanyoles. Va fer alguns viatges a l'Amèrica espanyola, subvencionat per la Diputació d'Astúries, amb la missió de donar a conèixer, per mitjà de conferències i concerts, la lírica tradicional espanyola en el seu doble aspecte musical i literari.
Fou durant molts anys, col·laborador del Centre d'Estudis Històrics de Madrid. Col·laborà en diversos diaris i revistes d'Espanya i de l'estranger, sent les seves obres principals les següents:
- Cancionero musical de la lírica popular asturiana, (Madrid, 1919);
- Colección de vihuelistas españoles del siglo XVI, (Madrid, 1923);
- Cuarenta canciones españolas, (Madrid, 1923);
- Indicaciones prácticas sobre la notación musical de los romances, en la revista Revista de Filología Española, (Madrid, 1923);
- La lírica tradicional española, en el Bulletin of Spanish Studies (Liverpool, 1924);
- Ensayo de clasificación de las melodias de romance (Homenaje á Menéndez Pidal) (Madrid, 1926).

També es rebel·là com un inspirat compositor i coneixedor de la tècnica moderna amb la sarsuela La promesa, estrenada amb força èxit a Madrid el 1928.
Es va exiliar a Londres al començament de la Guerra Civil Espanyola. Abans, es traslladà de Madrid a València, i després a Barcelona, per sortir des d'allà cap a França el 1939, on passa uns mesos al camp d'internament d'Argelers, abans de començar el seu exili londinenc. A la capital anglesa va participar en les tasques culturals de l'Institut Espanyol, actiu des del 20 gener 1944 al 31 de desembre de 1950, i en programes de folklore a la BBC. Va morir a Londres el 1955, quan preparava el seu retorn a Espanya.